# 아벨의 합 공식
아벨의 합 공식(Abel's summation formula, -合 公式)은 해석학의 간단한 공식으로, 노르웨이 수학자 닐스 헨리크 아벨의 이름이 붙어 있다. 주로 해석적 수론에서 급수를 적분으로 표현하는 용도로 사용된다.

## 공식화
{\displaystyle a_{n}\,}를 실수나 복소수 항의 수열이라 하고 {\displaystyle \phi (x)\,}를 {\displaystyle {\mathcal {C}}^{1}\,} 급의 함수라 하자. 그러면 다음 항등식이 성립한다.
{\displaystyle \sum _{1\leq n\leq x}a_{n}\phi (n)=A(x)\phi (x)-\int _{1}^{x}A(u)\phi '(u)\,\mathrm {d} u\,}
여기서,
{\displaystyle A(x):=\sum _{0<n\leq x}a_{n}\,.}
이는 사실 단순한 계산을 통해 증명할 수 있는 리만-스틸체스 적분에 대한 부분적분 공식과 다름없는 식이다. 보다 일반적으로는 다음 식이 성립한다.
{\displaystyle \sum _{x<n\leq y}a_{n}\phi (n)=A(y)\phi (y)-A(x)\phi (x)-\int _{x}^{y}A(u)\phi '(u)\,\mathrm {d} u\,.}

## 사용례

### 오일러-마스케로니 상수
만약 {\displaystyle a_{n}=1\,} 이고 {\displaystyle \phi (x)={\frac {1}{x}}\,,} 이라면, 이상의 정의에 따라 {\displaystyle A(x)=\lfloor x\rfloor \,} 이고 다음이 성립한다.
{\displaystyle \sum _{1}^{x}{\frac {1}{n}}={\frac {\lfloor x\rfloor }{x}}+\int _{1}^{x}{\frac {\lfloor u\rfloor }{u^{2}}}\,\mathrm {d} u}
이러한 공식을 이용해 오일러-마스케로니 상수를 표현할 수 있다.

### 리만 제타 함수의 표현
만약 {\displaystyle a_{n}=1\,} 이고 {\displaystyle \phi (x)={\frac {1}{x^{s}}}\,,} 이라면, {\displaystyle A(x)=\lfloor x\rfloor \,} 이고 다음이 성립한다.
{\displaystyle \sum _{1}^{\infty }{\frac {1}{n^{s}}}=s\int _{1}^{\infty }{\frac {\lfloor u\rfloor }{u^{1+s}}}\mathrm {d} u\,.}
이 공식은 {\displaystyle \Re (s)>1\,} 에 대해서 성립한다. 이 공식을 이용하면 제타함수 {\displaystyle \zeta (s)\,} 가 s = 1에서 유수 1인 단순극을 갖는다는 디리클레의 정리를 증명할 수 있다.

### 리만 제타 함수
만약 {\displaystyle a_{n}=\mu (n)\,} 이 뫼비우스 함수이고 {\displaystyle \phi (x)={\frac {1}{x^{s}}}\,,} 이라면, {\displaystyle A(x)=M(u)=\sum _{n\leq x}\mu (x)\,}는 메르텐스 함수이고 다음이 성립한다.
{\displaystyle \sum _{1}^{\infty }{\frac {\mu (n)}{n^{s}}}=s\int _{1}^{\infty }{\frac {M(u)}{u^{1+s}}}\mathrm {d} u\,.}
마찬가지로 이 공식은 {\displaystyle \Re (s)>1\,}에서 성립한다.

## 같이 보기
- 아벨 변환
- 부분적분

## 참고 문헌
- Apostol, Tom (1976), Introduction to Analytic Number Theory, Undergraduate Texts in Mathematics, Springer-Verlag.